# Bratch

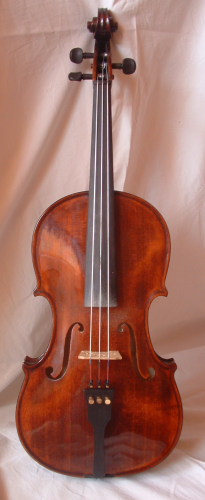
Bratch of contraviool (vooraanzicht, of feitelijk bovenaanzicht tijdens het bespelen).

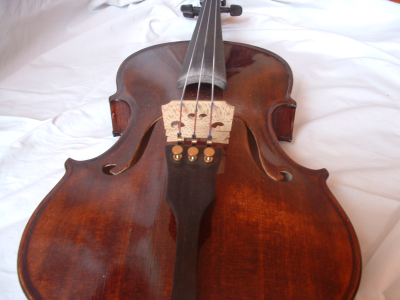
Een foto vanaf de onderzijde, waarin de vlakke kam zichtbaar is.

Een bratch of contraviool, ook wel kontra of bracs is een speciale altviool (strijk- én snaarinstrument). Deze is uitgevoerd met een vlakke kam en drie snaren waardoor akkoordspel op drie snaren tegelijk mogelijk wordt; in deze muziek heeft dit instrument uitsluitend een ritmisch/harmonische functie; melodiespel is zo goed als onmogelijk. Op twee snaren tegelijk spelen, zoals op alle andere strijkinstrumenten mogelijk is, kan ook op de kontra.
Het instrument wordt met name in Hongaarse en Roemeense muziek gebruikt, evenals in Tsjechië, Polen, Slovakije; kortom vooral in het historische gebied Transsylvanië. Ook in zigeuner- en klezmermuziek wordt het instrument gebruikt.

## Geschiedenis
De naam viola da braccio was sinds de 16e eeuw een aanduiding voor elk strijkinstrument dat in de arm gehouden werd. Dit in tegenstelling tot de viola da gamba, die op het been gehouden werd. De viola da braccio bestond in varianten met 3, 4 of 5 snaren.
Uit de viola da braccio ontstonden de discantviola da braccio en de altviola da braccio, die elk drie snaren hadden en in kwinten gestemd waren. Ze hadden geen fretten zoals daarvoor wel gebruikelijk was. De discantviola da braccio ontwikkelde zich tot de moderne viool, de altviola da braccio ontwikkelde zich tot de moderne altviool, elk met 4 snaren.
De viola da braccio ontstond oorspronkelijk uit de middeleeuwse armvedel. 

## Constructie
De kontra kan nieuw van ruwe materialen worden gebouwd, maar is vaak ook een klassieke altviool die verschillende aanpassingen heeft ondergaan. Zo wordt het hout aan diverse kanten dunner gemaakt, zodat het op die plekken minder stug is en gemakkelijker buigt – en daardoor naar beide kanten verder uitslaat – teneinde de amplitude en daarmee het geluidsvolume te vergroten. Ook de onderscheidende verschillen in eigenschappen ten aanzien van de snaren worden aangepast.

## Stemming
De kontra wordt vaak gestemd als g-d'-a', dat wil zeggen, de drie laagste snaren van een gewone viool. De a'-snaar wordt ook wel vervangen door een tweede g-snaar, die dan echter wordt gestemd als a, een grote secunde boven de g, waardoor deze snaar lager is gestemd dan de middelste. Normaliter liggen de snaren van een strijkinstrument in een volgorde van laag naar hoog.

## Naam
De naam bratch is evenals het Duitse Bratsche (dat altviool betekent) afgeleid van het Italiaanse Viola da Braccio oftewel armviool.

## Klankvoorbeelden
- Gyorscsárdás (Mezei Ferenc, Csávás, 1990).
- Akasztós (Radák Mihály, Kodoba Béla, Magyarpalatka, 1964).
- „Vastaghúros” gyorscsárdás (Radák Mihály, Kodoba Béla, Magyarpalatka, 1964).
- Csárdás (Mikó Albert, Szék, 1941).